# Silsiilay

Silsilay (hindi : सिलसिले) est un film indien de Bollywood réalisé par Khalid Mohamed en 2005 avec Tabu, Bhoomika Chawla, Riya Sen, Celina Jaitley, Natassha, Divya Dutta, Rahul Bose, Jimmy Shergill, Ashmit Patel, Kay Kay Menon et Shahrukh Khan en tant que narrateur.

## Synopsis
Le quatrième film de Khalid Mohamed, critique de cinéma reconnu, nous raconte l'histoire de trois femmes à un moment charnière de leur vie. La première, Zia, est une star de Bollywood qui attend un enfant de Neel avec lequel elle a rompu et qui vit avec une autre femme, Priya. La seconde, Anushka, standardiste, espère vainement l'affection de Nikhil qui ne veut que passer un bon moment avec elle. Pendant ce temps son collègue de travail, Tarun, se meurt d'amour pour elle. Quant à Rehana, femme au foyer et seconde épouse d'un riche homme d'affaires, elle apprend l'infidélité de son mari de la bouche de son beau-fils, secrètement amoureux d'elle.
Après avoir recherché en vain l'affection et le respect auprès de leurs compagnons, ces trois femmes font un choix qui les mène à la liberté mais également à la solitude.
Shahrukh Khan joue le "maître de cérémonie", introduisant chacune des trois histoires.

## Fiche technique
- Titre : Silsilay
- Scénariste : Khalid Mohamed
- Réalisateur : Khalid Mohamed
- Producteur : Vashu Bhagnani
- Photographie : Santosh Sivan
- Date de sortie : 17 juin 2005
- Durée : 129 minutes (2 h 09)
- Langue : hindi

## Distribution
- Tabu : Rehana
- Bhoomika Chawla : Ziya Rao
- Riya Sen : Anushka
- Celina Jaitley : Preeti
- Natassha : Piya
- Divya Dutta : Diya
- Rahul Bose : Neel
- Jimmy Shergill : Tarun
- Ashmit Patel : Nikhil
- Kay Kay Menon : Anwar
- Rakesh Bedi
- Priya Badlani : Nandita
- Karan Panthaky : Inayat
- Uday Chandra
- Shahrukh Khan : Sutradhar
- Aamir Ali : lui-même {participation exceptionnelle}